# 岡崎二郎
岡崎 二郎（おかざき じろう、1957年3月9日 - ）は、日本の漫画家。兵庫県西宮市出身。1980年に多摩美術大学デザイン学科卒業後、広告代理店を経て、1986年に「仏陀降臨す」がビッグコミック賞佳作に入選してデビューし、フリーの漫画家となる。2023年、自身のサイトを開設し新作漫画を発表。俳優の沙倉ゆうのは姪。

## 作風
科学や歴史等の幅広い知識を活かしたSF作品を主に、スローペースながら数多く描いている。特に代表作とも言える『アフター0』のような短編オムニバスを得意としている。
先端科学や超常現象、宗教等まで幅広い分野からアイデアを引き出すが、特に生命の生態系に関しては詳しく、人類による環境破壊に対する警鐘、絶滅生物や絶滅危惧生物を扱った話が多くみられる。
漫画版星新一と評されることが多い。また同様にフレドリック・ブラウンの名が挙がることもあるが、『アフター0』作中には氏の小説が似顔絵入りで描かれている。
しばしば藤子・F・不二雄の短編集と比較されるが、藤子の場合はブラック・ユーモア色が強いのに対して、岡崎の作品はハッピーエンドである場合が多い。

## 作品リスト
- アフター0（1988年-1996年、ビッグコミックオリジナル・ビッグコミックオリジナル増刊・ビッグコミックオリジナル新人コミック大賞増刊、小学館）
  - 多岐に渡るジャンル・スタイルを扱ったSF短編集。基本的に各話独立した読み切りだが「大いなる眠り子」等、シリーズ化された物もある。当初単行本全6巻が刊行され、後に未収録作品を加えジャンル別にまとめ直した全10巻の著者再編集版、更に未収録作品を増やし完全版の形にした特別編集文庫版全7巻が刊行されている。
- 大平面の小さな罪（1994年-1996年、ビッグコミック増刊号、小学館）
  - 異世界の組織「平面管理委員会」から世界の平面を正常に保つために派遣された局員「セーナ」達が織り成す、奇想天外なドタバタストーリー。
- トワイライト・ミュージアム（ビッグコミック・ビッグコミック増刊号・ビッグコミックオリジナル新人コミック大賞増刊、小学館）
  - 『アフター0』の流れを汲む短編集。単行本絶版後に『アフター0』の著者再編集版に収録された。
- 国立博物館物語（1996年-1999年、ビッグコミックスペリオール、小学館） - 1999年、第3回文化庁メディア芸術祭マンガ部門 優秀賞 受賞[5]。
  - 主人公の女性が、超高性能AIの作り出す架空の恐竜時代を体験する様子や、動植物の生態への知見を広めて行く姿を描く。
- 時の添乗員（2000年-2001年、ビッグコミック・ビッグコミック増刊号、小学館）
  - 過去への旅を実現させる、謎の旅行案内人の元を訪れた様々な人達のエピソード。
- NEKO2（1996年-1999年、ビッグコミック増刊号、小学館）
  - ネコ語を話せる少女と町の猫達が繰り広げる、ほのぼのドタバタコメディ。
- 緑の黙示録（2001年-2003年、月刊アフタヌーン、講談社）
  - 植物の意識が読み取れる特殊能力を持った少女と自然との触れ合い等。
- ファミリーペットSUNちゃん!（2002年-、ビッグコミック・ビッグコミック増刊号、小学館）
  - 大幅にデフォルメされ、人語を話すオオサンショウウオが主人公の、ギャグ漫画色の強い作品。
- アフター0 NEO（2003年-、ビッグコミック・ビッグコミック増刊号、小学館）
  - 『アフター0』の新シリーズ。単行本1巻には手塚治虫の鉄腕アトムの誕生日を祝って描いたという「鉄腕アトム2003」が特別収録されている。
- 宇宙家族ノベヤマ（2005年-2008年、ビッグコミック・ビッグコミック増刊号、小学館）
  - ある日政府の命令で宇宙に旅立つことになった平凡なサラリーマン一家が、様々な異星文明と交流する長編SF。
- まるまる動物記（2008年-2012年、good!アフタヌーン、講談社）
  - 動物の進化を扱った、エッセイコミックに近い作品。生物学者の池田清彦が解説文を担当。

- ビフォー60 (2016年、復刊ドットコム)
  - デビュー30周年を記念し、それまで単行本未収録だった作品を収録したSF短編集。
- リンク (2023年-、公式サイトSUN&PIYO)
  - テレパシー等の特殊能力によって治安活動を行う組織で働く人々を描くSFファンタジー。

## 映像化作品リスト
- 未来の思い出（アフター0収録、フジテレビ「世にも奇妙な物語」） -  映画化された藤子・F・不二雄の同題の作品「未来の想い出」とは、内容の関連はない。
- 800年のメッセージ（アフター0収録、中京テレビの特番ドラマ） -  『白い月－ぼくの彼女は平安美人』というタイトルで日本テレビ系で放送。
- 短編映画「想いのこり」 - 原作・絵コンテ・脚本　※姪の沙倉ゆうのが監督・主演を務める映画オリジナル作品（6分）。